# Alor Setar

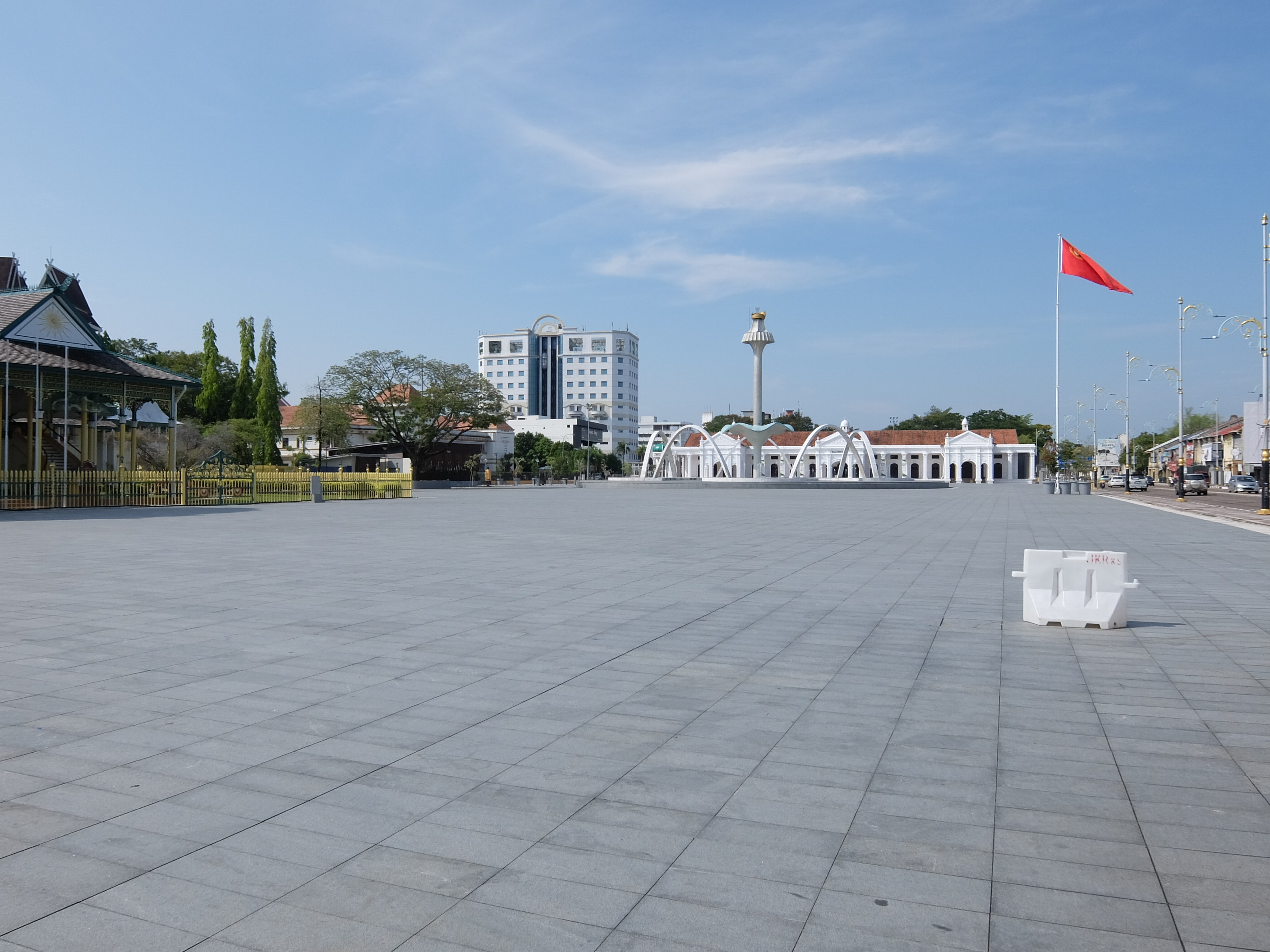
Alor Setar

Alor Setar är en stad i nordvästra Malaysia, och är den administrativa huvudorten för delstaten Kedah. Befolkningen uppgick till 186 433 invånare vid folkräkningen 2000. Staden är även huvudort för ett av delstatens elva distrikt, Kota Setar. Alor Setar grundades den 31 december 1735. Stadens officiella namn var under en kort period, från 21 december 2003 till 15 januari 2009, ändrat till Alor Star.